# محمد بوغلاب
محمد بوغلاب هو مذيع تونسي يشارك في تقديم برنامج «تونس اليوم» في قناة الحوار التونسي وبرنامج «الماتينال» في إذاعة شمس أف أم.

## النشأة والمسيرة
تحصل في 1995 على الأستاذية في اللغة والآداب العربية من كلية الآداب والعلوم الانسانية بسوسة وعلى الماجستير في علوم الإعلام والاتصال من معهد الصحافة وعلوم الإخبار بتونس في 2004. قدم عدة برامج إذاعية في إذاعة الشباب وفي الإذاعة الوطنية وفي إذاعة تونس الثقافية كما قدم برنامج في قناة 21 وبرنامج آخر في قناة تونس 21 (قناة 21 بعد تغيير إسمها}. وشارك في تقديم برامج في قناة الحوار التونسي ثم انتقل لقناة التاسعة ثم عاد من جديد لقناة الحوار التونسي.
وحسب قوله، مُنع من الظهور الإعلامي بداية من النصف الثاني من سنة 2022 بسبب عدم مساندته لحكم قيس سعيد فأسس قناة يوتيوب خاصة به.

## الحياة الشخصية
متزوج من الصحفية كوثر الحكيري. اُصيب بفيروس كورونا في 2021.

## أعماله

### إذاعة
- قضايا ومواقف، إذاعة الشباب، 1995 - 1996
- دائرة الاختلاف، إذاعة الشباب، 1997 - 1998
- مجرد رأي، إذاعة الشباب، 1997 - 2001
- ثمار جامعية، إذاعة الشباب، 1998 - 1999
- ورقات من دفتر الحياة، إذاعة الشباب، رمضان 1999
- أول مرة، إذاعة الشباب، 2001
- ملتقى الفنون، إذاعة الشباب، 1999 - 2001
- مجرد رأي، الإذاعة الوطنية، 2001 - 2003
- ملتقى الفنون، الإذاعة الوطنية، 2001 - 2003
- ورقات من دفاتر الأيام، إذاعة تونس الثقافية، 2008 – 2009
- الماتينال، شمس أف أم، لغاية سنة 2022

### تلفزيون
- دائرة النقاش، قناة 21، 2002 - 2003
- وجهان لوجه، تونس 21، 2007 – 2010 (بالاشتراك مع ظافر ناجي)
- تونس اليوم، الحوار التونسي

## وصلات خارجية
- الرسمي